# Mohamed Ali Ben Romdhane
Mohamed Ali Ben Romdhane (6 de septiembre de 1999) es un futbolista tunecino que juega de centrocampista y milita en el Al-Ahly de la Liga Premier de Egipto. Ha sido internacional con la selección de fútbol de Túnez.

## Trayectoria
Debutó profesionalmente el 8 de septiembre de 2018, en la victoria de su equipo contra el ES Métlaoui, que significó el título nacional. Jugó su primer partido en la Liga de Campeones de la CAF el 16 de marzo de 2019, contra FC Platinum en Zimbabue, que resultó con victoria para su equipo por 2-1.

## Selección nacional
Ha sido convocado a la selección de fútbol de Túnez desde 2019. Formó parte del conjunto tunecino que enfrentó la Copa Africana de Naciones 2021.

## Clubes
| Club               | País    | Año       |
| ------------------ | ------- | --------- |
| Espérance de Tunis | Túnez   | 2017-2023 |
| Ferencvárosi T. C. | Hungría | 2023-2025 |
| Al-Ahly            | Egipto  | 2025-     |

## Palmarés

### Títulos nacionales
| Título                               | Club               | País    | Año     |
| ------------------------------------ | ------------------ | ------- | ------- |
| Championnat de Ligue Profesionelle 1 | Espérance de Tunis | Túnez   | 2017-18 |
| Supercopa de Túnez                   | Espérance de Tunis | Túnez   | 2019    |
| Championnat de Ligue Profesionelle 1 | Espérance de Tunis | Túnez   | 2018-19 |
| Supercopa de Túnez                   | Espérance de Tunis | Túnez   | 2020    |
| Championnat de Ligue Profesionelle 1 | Espérance de Tunis | Túnez   | 2019-20 |
| Supercopa de Túnez                   | Espérance de Tunis | Túnez   | 2019-20 |
| Championnat de Ligue Profesionelle 1 | Espérance de Tunis | Túnez   | 2020-21 |
| Supercopa de Túnez                   | Espérance de Tunis | Túnez   | 2020-21 |
| Nemzeti Bajnokság I                  | Ferencvárosi T. C. | Hungría | 2023-24 |
| Nemzeti Bajnokság I                  | Ferencvárosi T. C. | Hungría | 2024-25 |

### Títulos internacionales
| Título                      | Club               | País  | Año     |
| --------------------------- | ------------------ | ----- | ------- |
| Liga de Campeones de la CAF | Espérance de Tunis | Túnez | 2018    |
| Liga de Campeones de la CAF | Espérance de Tunis | Túnez | 2018-19 |